# 平頭鬍鯰
平頭鬍鯰，為輻鰭魚綱鯰形目塘虱魚科的其中一種，分布於非洲剛果河中下游流域，本魚偶鰭上側面具不規則的黑色斑塊，頭部寬且平，後頭骨囪門橢圓形。齒板非常大，胸棘直線，鰓耙短的而且分得很開，背鰭軟條72-83枚;臀鰭軟條55-65枚，體長可達37.6公分，棲息在森林覆蓋的溪流，以魚類為食。

## 扩展阅读
維基物種上的相關：平頭鬍鯰